# Alzira Maria Paiva de Almeida
Alzira Maria Paiva de Almeida (Palmares, Pernambuco, 16 de janeiro de 1943) é uma nutricionista e pesquisadora referencia em epidemiologia, especialmente em Peste  no Brasil. O Programa de Controle da Peste no Brasil foi fundamentado nas descobertas científicas realizadas por ela em Exu (cidade de Pernambuco escolhida para implantar o Plano Piloto de Peste no Brasil).

## Primeiros anos
Nascida e criada em Palmares, PE. Em 1956, mudou-se para Recife, onde estudou no Colégio Nossa Senhora do Carmo de 1956 a 1960, obtendo certificação na área pedagógica.

## Carreira

### Trajetória acadêmica

#### Microbiologia
Alzira ingressou na Universidade Federal de Pernambuco (UFPE) no curso de Nutrição, concluindo-o em 1965. Após sua formação, juntou-se à equipe do Prof. Nelson Chaves no Instituto de Nutrição da UFPE como Laboratorista . Em 1989, foi aceita no programa de doutorado na Université Paris, em Paris, sob a orientação da Dra. Elisabeth Carniel. Em 1993, obteve o título de Doutora em Microbiologia com uma tese intitulada "Estudo de diferentes marcadores, com destaque para o gene irp2, em Yersinia pestis".

#### Controle da Peste no Brasil
A Peste bubônica chegou no Brasil em 1899 pelos navios a vapor, tendo os primeiros registros em cidades portuárias, foi transmitida rapidamente para interiores através do transporte terrestre de mercadorias estabelecendo vários focos naturais em áreas onde as condições ecológicas eram favoráveis para sua persistência. Os registros de casos de peste humana nos focos da peste brasileira indicavam para o município de Exu, localizado no estado de Pernambuco, no nordeste do Brasil. Exu é visualizado como o epicentro da praga na época. Por este motivo, em 1955, foi escolhido e estruturado como Plano Piloto de Peste (PPP) para estudo, iniciado apenas em 1966.

O diretor do projeto, Dr. Frederico Simões Barbosa, convidou Alzira para compor a equipe pioneira do estudo, embora outros pesquisadores foram contrários a esta decisão, justificando adicionar somente especialistas da área, considerando que Alzira era uma nutricionista e não uma epidemiologista. Nos meses seguintes, a equipe mudou de opinião sobre esta decisão, reconhecendo as contribuições dela para as fases de desenvolvimento do projeto.
Suas contribuições em estudos para o controle da Peste no Brasil em equipe, segundo a Fundação Oswaldo Cruz, p. 5, são:
1. Comprovação da infecção natural de roedores silvestres e pequenos mamíferos através das pulgas,
2. O papel do Necromys lasiurus na epizootização,
3. Capacidade vetora da Polygenis bolhsi jordani e o seu papel na transmissão da infecção ao homem,
4. Participação da P. irritans na epidemização,
5. Sensibilidade dos sigmodontinos e equimídeos e a relativa resistência do Ratus rattus,
6. Resistência dos cavídeos, decorrente da sua asparaginasemia,
7. Resistência da X. cheopis e P. irritans aos inseticidas organoclorados,
8. Descarte das pestes endógena e crônica como mecanismos responsáveis pela conservação,
9. Redução dos prazos para confirmação diagnóstica,
10. Isolamento de 719 cepas, que deram origem à maior coleção brasileira de culturas de Yersinia pestis,
11. Definição de um programa de controle baseado na vigilância contínua e sistemática.

## Produção Intelectual
A pesquisadora possui mais de dois mil citações em revistas internacionais de alta qualidade, sua produção intelectual é base para o desenvolvimento de novas pesquisas na área. Suas pesquisas mais citadas, são:
| Título da pesquisa                                                                                                 | Ano  | Área de contribuição  | Referencia |
| --- | ---- | --------------------- | ---------- |
| The Yersinia high-pathogenicity island is present in different members of the family Enterobacteriaceae            | 2000 | Microbiologia         | [ 6 ]      |
| Chromosomal irp2 gene in Yersinia: distribution, expression, deletion and impact on virulence                      | 1993 | Patogênese microbiana | [ 7 ]      |
| Cutaneous leishmaniasis in northeastern Brazil: a critical appraisal of studies conducted in State of Pernambuco   | 2012 | Parasitologia         | [ 8 ]      |
| patiotemporal analysis of bubonic plague in Pernambuco, northeast of Brazil: Case study in the municipality of Exu | 2021 | Microbiologia         | [ 9 ]      |

### Prêmios[2]
- 2019 Homenageada do III Encontro de Coleções Biológicas da Fiocruz
- 2016 Homenageada do XXI Encontro de Genética do Nordeste
- 2015 Certificado de Mérito em reconhecimento ao seu desempenho no Laboratório de Peste, que comemora 50 anos
- 2015 Título de Cidadã Exuense.
- 2012 Homenagem por contribuir com mais de 35 anos na FIOCRUZ-PE.
- 2010 Homenagem da Fiocruz Pernambuco 60 anos de história em saúde pública, FIOCRUZ-PE.
- 1996 Membro Honorário da Asociación Peruana de Microbiologia, Asociación Peruana de Microbiologia.
- 1995 Honra ao Mérito como Professor Orientador, V Congresso de Iniciação Científica da UFRPE e Fundação Apolônio Salles.
- 1994 Honra ao Mérito como Professor Orientador, IV Congresso de Iniciação Científica da UFRPE e Fundação Apolônio Salles

### Documentário
Em 2021, Alzira foi homenageada e reconhecida com um mini documentário sobre sua vida acadêmica e suas contribuições para a Epidemiologia no nordeste.